# Aitor Ramos Leniz
Aitor Ramos Leniz (Bermeo, 11 de junio de 1985) es un exfutbolista español que jugaba en el Club Bermeo como delantero.

## Trayectoria
Aitor llegó a la cantera del Athletic Club con once años, después de comenzar en las filas del Club Bermeo. En 1999 regresó al club bermeotarra, fichando un año más tarde por el Santutxu F. C. En 2006 firmó por la S. D. Lemona de Segunda División B. Un año más tarde, fichó por el Bilbao Athletic tras su gran temporada de debut en la categoría de bronce. El 16 de enero de 2008 debutó con el Athletic Club en un partido de Copa frente al RCD Espanyol (1-1). Once días después debutó en Primera División, en San Mamés ante el FC Barcelona (1-1).
En julio de 2008, después de disputar siete encuentros con el equipo rojiblanco, se marchó al Écija Balompié junto a Igor Angulo en Segunda B. De cara a la temporada 2009-10, fichó por el Barakaldo CF de Segunda B. En 2010 se comprometió con el CD Laudio, de Tercera División, donde pasó dos temporadas. En 2012 se incorporó al Club Arenas de Getxo, donde permaneció ocho temporadas, y se convirtió en una de las referencias del club.
En junio de 2020 firmó por el club de su localidad, el Club Bermeo, que se encontraba en Tercera División.

### Entrenador
Empezó su carrera como entrenador en la cantera del Arenas Club, en la temporada 2016-2017, compatibilizando el cargo de entrenador de fútbol base con su profesión de futbolista del primer equipo del Arenas Club. Su gran amigo y compañero del primer equipo, Ibon Diez, fue su segundo y ambos llevaron, contra todo pronóstico, al Arenas Infantil 2004 a ganar la Liga R (máxima categoría en Vizcaya). El equipo se alzó con el título, siendo el equipo más goleador y el menos goleado. El premio final llegó cuando el Athletic Club invitó al equipo a representarle en un torneo en Logroño, en el que no pudieron alzar el trofeo al caer eliminados a penalties.
| Club                 | Categoría           | País   | Año  | Clasificación |
| -------------------- | ------------------- | ------ | ---- | ------------- |
| Arenas Club de Getxo | Infantil de 1.º año | España | 2017 | 1.º - Campeón |

## Clubes
| Club                  | País   | Año         |
| --------------------- | ------ | ----------- |
| Escuela de Bermeo     | España | 1995-1996   |
| Athletic Alevín A     | España | 1996-1997   |
| Athletic Infantil B   | España | 1997-1998   |
| Athletic Infantil A   | España | 1998-1999   |
| Bermeo Cadete         | España | 1999 - 2000 |
| Santutxu Cadete       | España | 2000 - 2001 |
| Santutxu Juvenil      | España | 2001 - 2004 |
| Santutxu F.C.         | España | 2004 - 2006 |
| SD Lemona             | España | 2006 - 2007 |
| Bilbao Athletic       | España | 2007 - 2008 |
| Athletic Club         | España | 2007 - 2008 |
| Écija Balompié        | España | 2008 - 2009 |
| Barakaldo C.F.        | España | 2009 - 2010 |
| Club Deportivo Laudio | España | 2010 - 2012 |
| Arenas Club           | España | 2012 - 2020 |
| Club Bermeo           | España | 2020 - 2023 |